# 只見駅
只見駅（ただみえき）は、福島県南会津郡只見町大字只見字上ノ原にある、東日本旅客鉄道（JR東日本）只見線の駅である。
2013年（平成25年）3月16日ダイヤ改正で、西隣の田子倉駅（臨時駅）が廃止になったため、以後福島県ならびに東北地方で最も西に位置する駅となった。

## 歴史

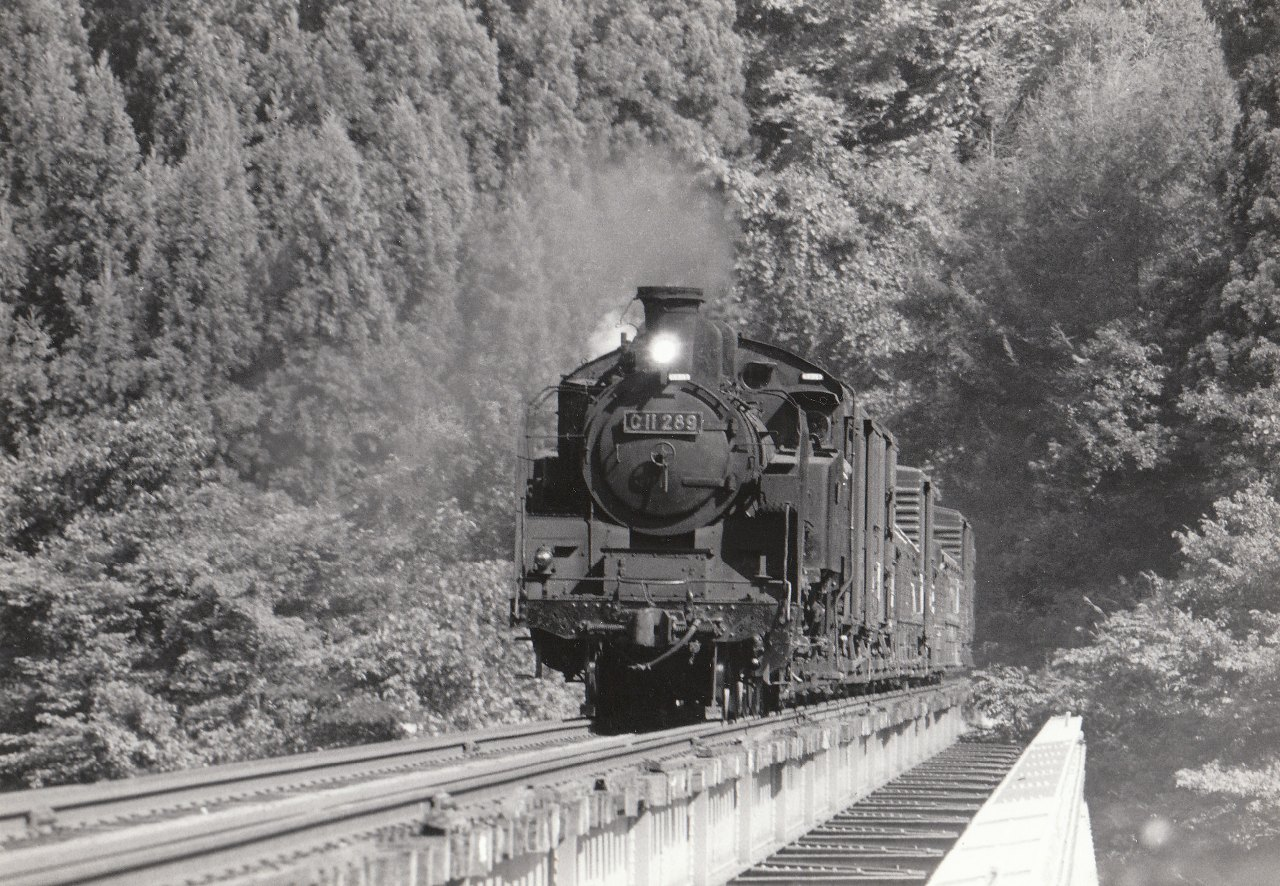
只見駅まで運行されていたC11形蒸気機関車による貨物列車（1973年11月）

- 1957年（昭和32年）12月：電源開発専用鉄道が開業。
- 1961年（昭和36年）12月：電源開発専用鉄道の貨物輸送を終了。
- 1963年（昭和38年）8月20日：専用鉄道の施設を利用して開業[2]。一般駅[4]。
- 1971年（昭和46年）8月29日：当駅・大白川間が延伸開業[2]。只見線が全通。
- 1982年（昭和57年）8月1日：貨物の取り扱いを廃止[4]。
- 1984年（昭和59年）2月1日：荷物の取り扱いを廃止[4]。
- 1987年（昭和62年）4月1日：国鉄分割民営化により、 東日本旅客鉄道（JR東日本）の駅となる[2][4]。
- 2008年（平成20年）9月26日：大白川方が特殊自動閉塞化される。
- 2011年（平成23年）
  - 7月30日：新潟福島豪雨により、営業を休止。
  - 11月1日：会津川口 - 当駅間でバス代行を開始[5]
- 2012年（平成24年）10月1日：当駅 - 大白川駅間の復旧に伴い、小出方面営業再開[6]。
- 2019年（令和元年）6月1日：管理駅が会津坂下駅から会津若松駅に変更。
- 2022年（令和4年）10月1日：只見線の全線運転再開に伴い、会津若松方面で営業を再開[7]。定期列車は駅舎とは反対側の上り本線発着となる。
- 2023年（令和5年）12月1日：会津若松 - 只見間のCTC化に伴い、駅舎側の下り本線が使用停止。また、駅社員配置時間が終日から午後の数時間のみとなる。
- 2025年（令和7年）4月1日：簡易委託化[3]。

## 駅構造
単式ホーム1面1線を有する地上駅である。かつては島式ホーム1面2線を有していたが、駅舎側の線路（旧下り本線）は使用を停止している。反対側の線路（旧上り本線）は場内・出発信号機はそのまま設置されているため、当駅での折り返し運転が可能である。新潟福島豪雨の影響で会津川口方面が不通となっていた際は、小出方面の定期列車はすべて駅舎反対側のホームに入線し、折り返していた。また、過去に運転されていた「SL会津只見号」は当駅折り返しのため上りホームへ入線後、蒸気機関車機回しを行っていた。その間、小出方面へ接続する列車は、下りホームへ入線して折り返していた。
駅舎はコンクリート平屋で、保線詰所も入った大きなものである。ホームは広い構内の中に鋼製骨組みにコンクリートパネルを敷いたものがぽつんとある形となっており、駅舎からホームまで構内通路の上を60メートルほど歩かなければならない。しかし、豪雪時はこの通路両脇が除雪した雪で壁となり、ホームから駅舎の屋根も見えなくなる。
只見町が受託し、合同会社メーデルリーフに窓口業務を再委託する簡易委託駅である（あいづ統括センター〈会津若松駅〉管理）。
構内の大白川方の線路の東側には、珍しい人力で動かす転車台もあり、「SL会津只見号」の蒸気機関車の向きを変えるときにも使用されていた。只見線は昭和40年代後半ごろまでC11形蒸気機関車による貨物列車が運行されていた。転車台はその名残である。
豪雨災害前は夜間滞泊が設定されていた。大白川駅 - 当駅間の復旧ダイヤでは、始発・最終列車は大白川駅始発・終着に見直されたために廃止された。

### 只見町インフォメーションセンター
2008年（平成20年）2月10日に竣工した改築工事で、待合所に只見町インフォメーションセンター（只見町観光まちづくり協会）が併設された。土産品販売のほか、夏期はレンタサイクルなども扱っていた。
その後、2021年（令和3年）に駅前の「賑わい創出エリア」の整備が計画され、只見町インフォメーションセンターはエリア内に新設される建物に移転することになり、2022年（令和4年）8月に順次移転・開業した。観光案内所、土産物販売、レンタサイクルのほか、軽食コーナーも併設している。なお、駅舎内のインフォメーションセンターがあったスペースは、写真や映像など只見線関連の展示を行う常設ギャラリーとなった。

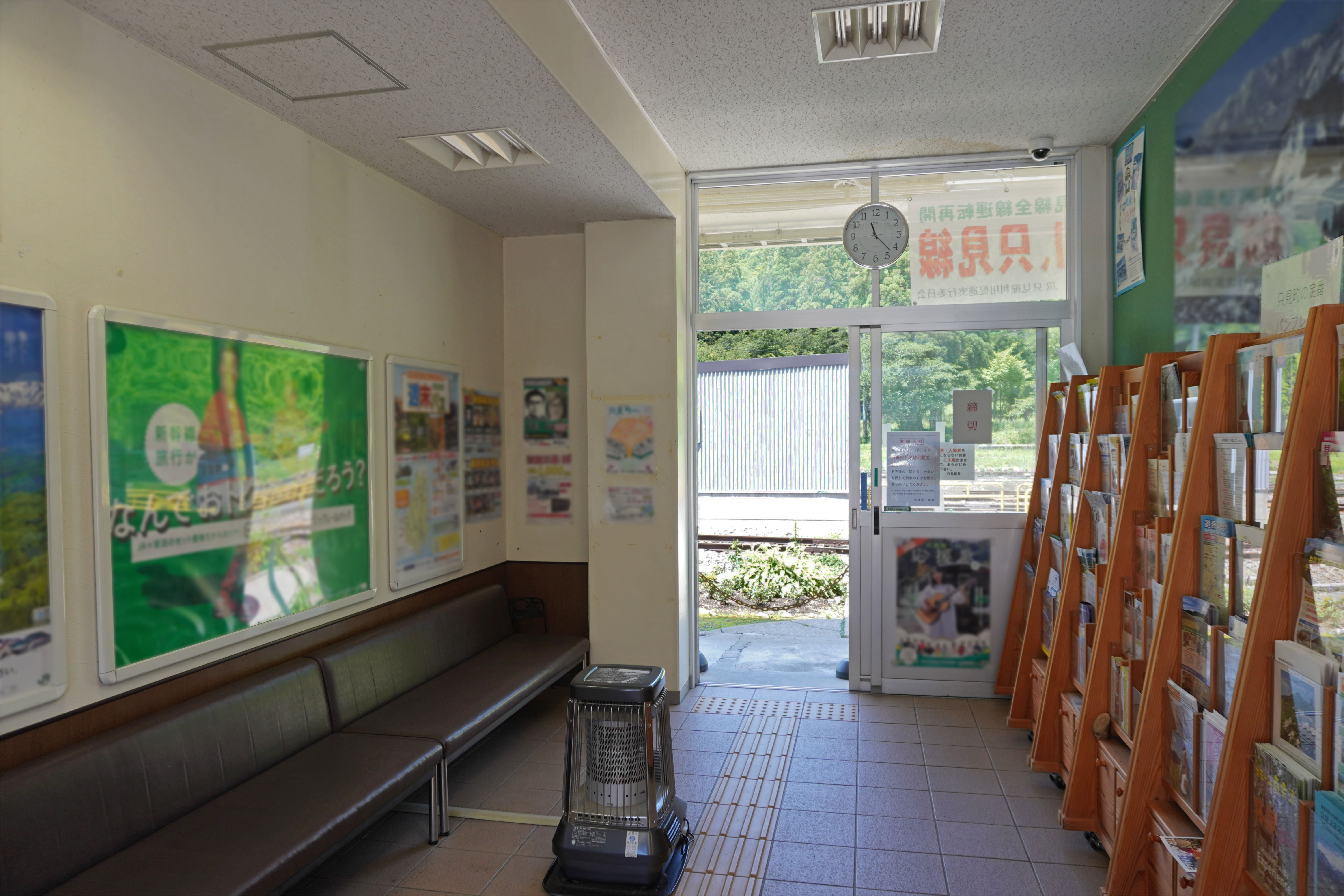
改札口（2023年7月）
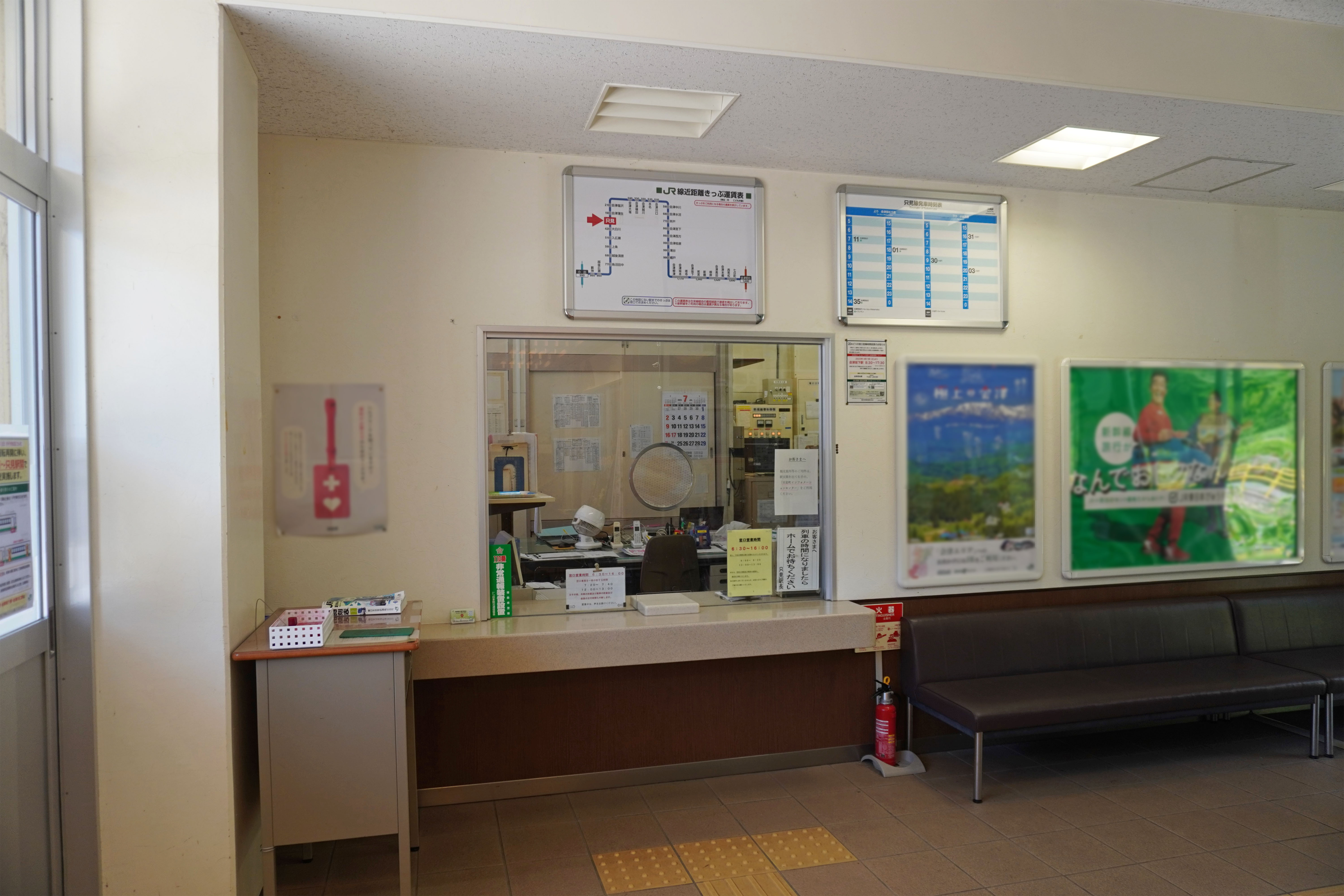
出札窓口（2023年7月）
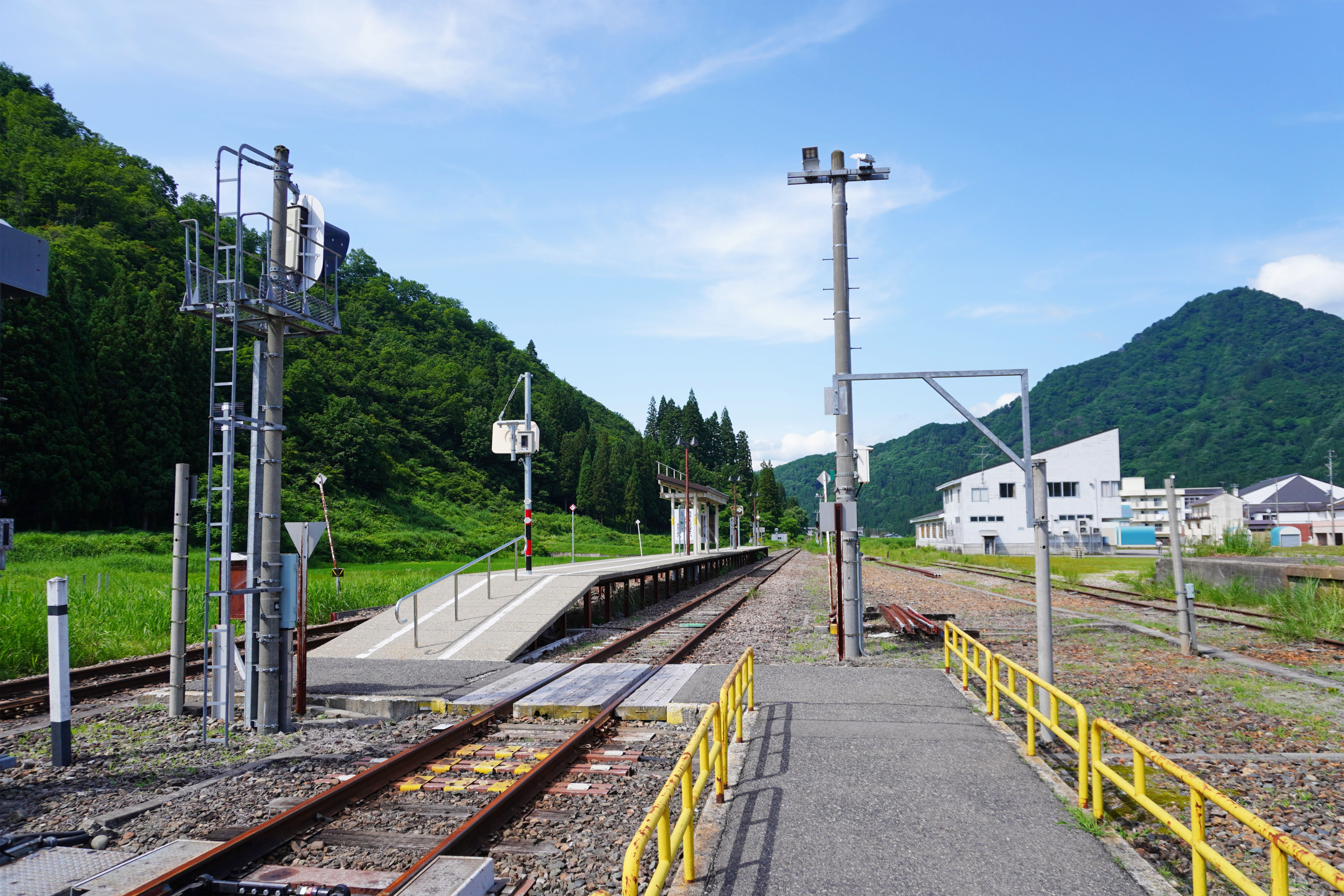
ホーム全景（2023年7月）
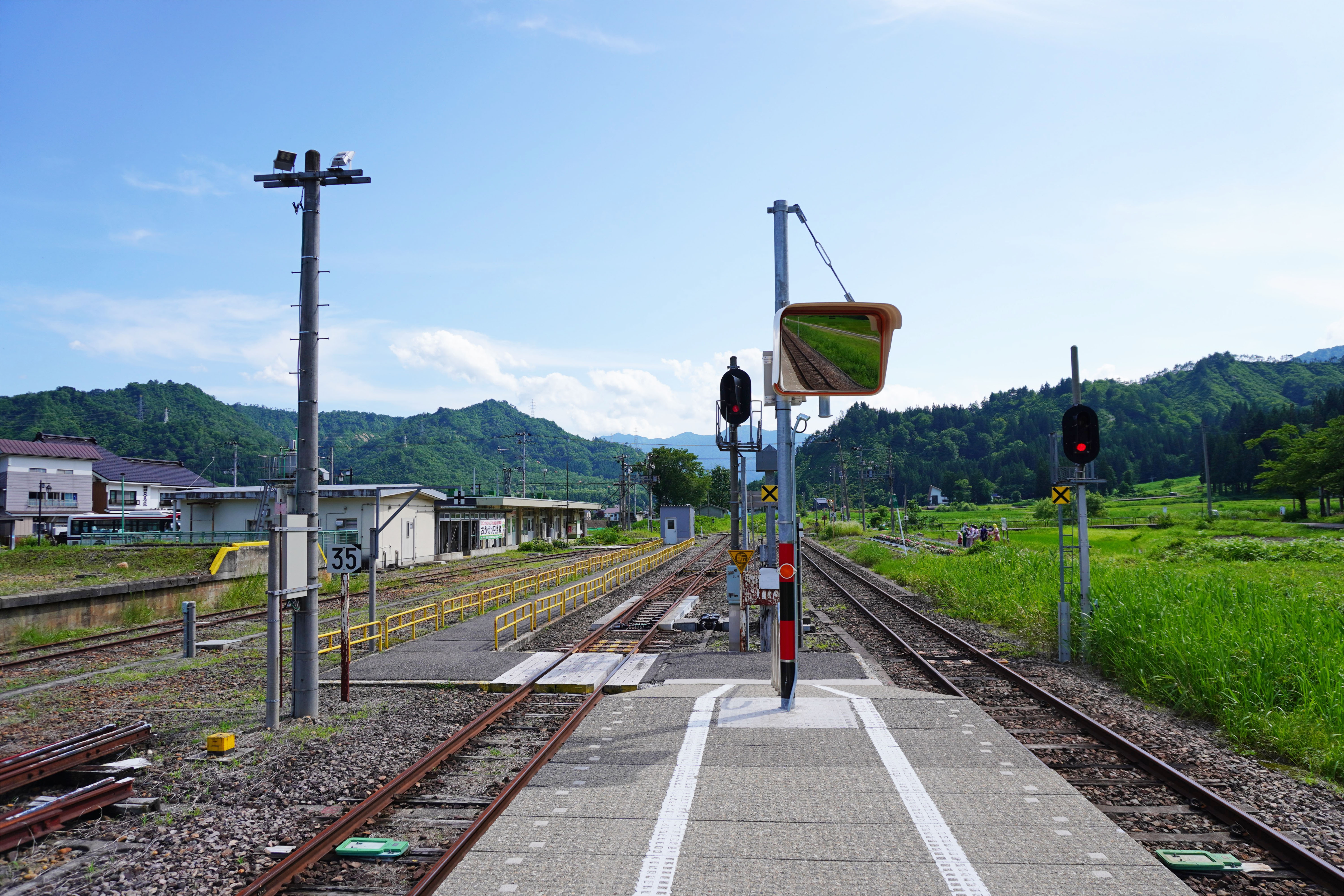
ホームと構内通路（2023年7月）
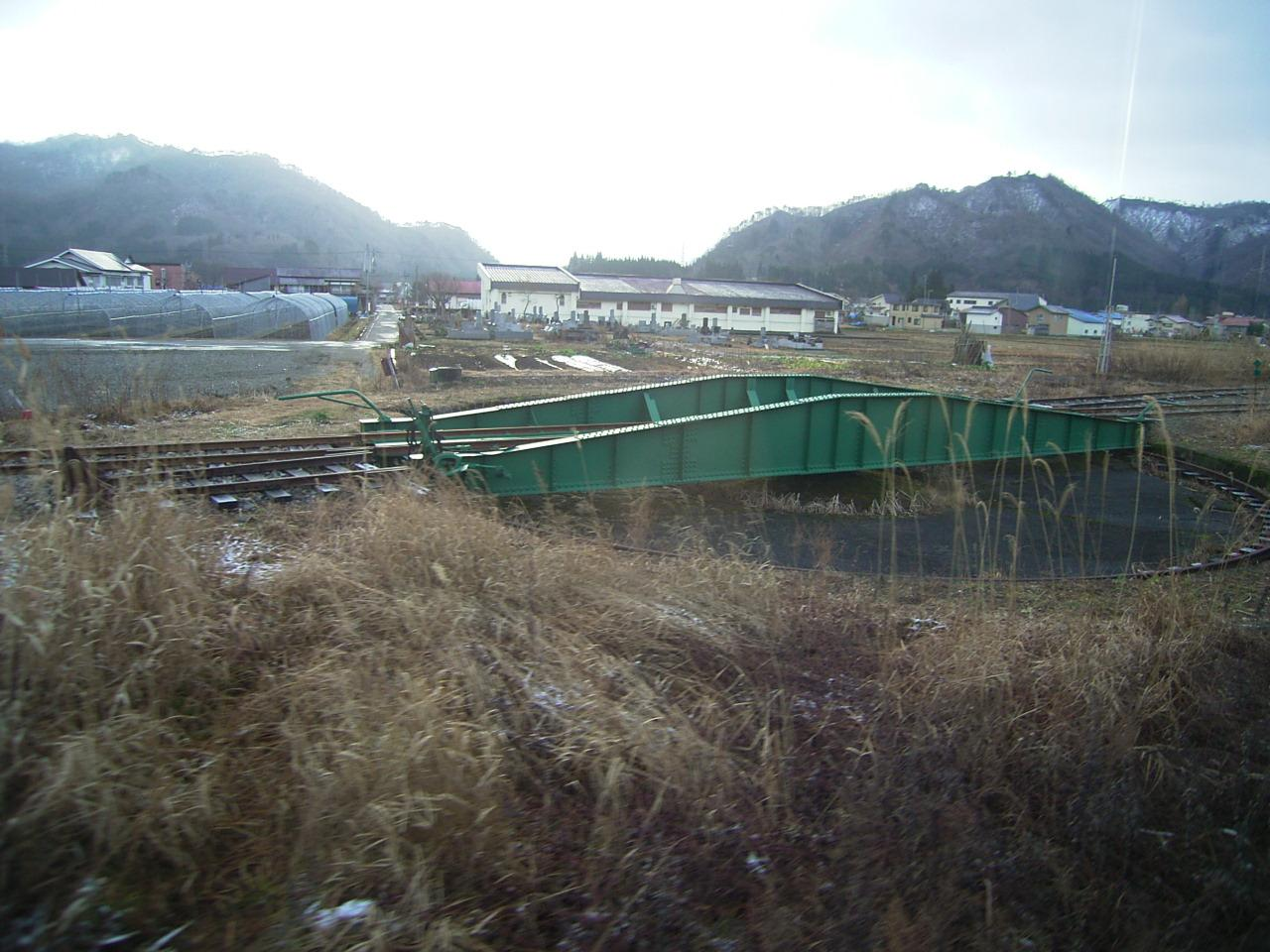
転車台（2006年12月）

## 利用状況
JR東日本によると、2023年度（令和5年度）の1日平均乗車人員は36人である。
2000年度（平成12年度）以降の推移は以下のとおりである。
| 1日平均乗車人員推移 | 1日平均乗車人員推移 | 1日平均乗車人員推移 | 1日平均乗車人員推移 | 1日平均乗車人員推移 |
| 年度                | 定期外              | 定期                | 合計                | 出典                |
| ------------------- | ------------------- | ------------------- | ------------------- | ------------------- |
| 2000年（平成12年）  |                     |                     | 38                  | [ 利用客数 2 ]      |
| 2001年（平成13年）  |                     |                     | 37                  | [ 利用客数 3 ]      |
| 2002年（平成14年）  |                     |                     | 38                  | [ 利用客数 4 ]      |
| 2003年（平成15年）  |                     |                     | 34                  | [ 利用客数 5 ]      |
| 2004年（平成16年）  |                     |                     | 25                  | [ 利用客数 6 ]      |
| 2005年（平成17年）  |                     |                     | 26                  | [ 利用客数 7 ]      |
| 2006年（平成18年）  |                     |                     | 29                  | [ 利用客数 8 ]      |
| 2007年（平成19年）  |                     |                     | 30                  | [ 利用客数 9 ]      |
| 2008年（平成20年）  |                     |                     | 25                  | [ 利用客数 10 ]     |
| 2009年（平成21年）  |                     |                     | 29                  | [ 利用客数 11 ]     |
| 2010年（平成22年）  | 非公表              | 非公表              | 非公表              |                     |
| 2011年（平成23年）  | 非公表              | 非公表              | 非公表              |                     |
| 2012年（平成24年）  | 9                   | 0                   | 9                   | [ 利用客数 12 ]     |
| 2013年（平成25年）  | 15                  | 0                   | 15                  | [ 利用客数 13 ]     |
| 2014年（平成26年）  | 22                  | 0                   | 22                  | [ 利用客数 14 ]     |
| 2015年（平成27年）  | 23                  | 1                   | 24                  | [ 利用客数 15 ]     |
| 2016年（平成28年）  | 21                  | 1                   | 23                  | [ 利用客数 16 ]     |
| 2017年（平成29年）  | 19                  | 2                   | 22                  | [ 利用客数 17 ]     |
| 2018年（平成30年）  | 19                  | 0                   | 20                  | [ 利用客数 18 ]     |
| 2019年（令和元年）  | 19                  | 0                   | 19                  | [ 利用客数 19 ]     |
| 2020年（令和02年）  | 11                  | 0                   | 11                  | [ 利用客数 20 ]     |
| 2021年（令和03年）  | 8                   | 0                   | 8                   | [ 利用客数 21 ]     |
| 2022年（令和04年）  | 29                  | 0                   | 29                  | [ 利用客数 22 ]     |
| 2023年（令和05年）  | 35                  | 0                   | 36                  | [ 利用客数 1 ]      |

## 駅周辺
只見町の中心部にあり、駅前にはタクシー会社があり、町内の各観光スポットへの交通の便が確保されている。
地理・交通
- 浅草岳
- 要害山（水久保城跡）
- 只見川
- 田子倉ダム
  - J-POWER只見展示館
  - 只見町歳時記会館
- 国道252号 - （只見町田子倉ダム前から新潟県魚沼市大白川地区までの）六十里越区間は冬期閉鎖されるため、この期間中は只見線が福島県奥会津地区-新潟県魚沼市相互間を行き来する唯一の交通手段となる（ただし、除雪が追いつかないほどの大雪に見舞われた時は、一部区間・一部列車が運休となる場合あり）。
- 国道289号（新潟県方面不通）
- 福島県道132号只見停車場線
- 只見観光タクシー

観光・名所・レジャー・商業
- 只見町ブナセンター
- ふるさと館 田子倉 - 改修工事のため、2018年（平成30年）12月まで閉館
- 昭和漫画館青虫 - 2006年（平成18年）開館、2017年度（平成29年度）文化庁メディア芸術祭功労賞、2022年（令和4年）7月24日閉館（記念碑が存在）[13]
- 只見町青年旅行村・いこいの森
- 只見スキー場
- 只見温泉
- 滝神社[14]
- 三石神社[14]

その他
- 只見町役場
- 只見郵便局
- 只見町立只見小学校
- 只見町立只見中学校
- 福島県立只見高等学校
- 南会津警察署只見駐在所

### バス路線
- 定期路線ワゴン 自然首都・只見号[15]：会津田島駅
  - 当路線は、2017年（平成29年）4月21日よりリバティ会津に新設されたことで首都圏から南会津・只見地域へのアクセスが向上したため、2019年（平成31年）4月1日より開設された。なお、車両は定員9名のワゴン車。区間便などはなく、往復2便設定されている。全線を乗り通した時の運賃は1,500円、只見町内のみの利用時は200円[16]。

## 隣の駅
東日本旅客鉄道（JR東日本）
■只見線
会津蒲生駅 - 只見駅 - *（臨）田子倉駅 - 大白川駅
*打消線は廃駅

### 記事本文
1. 1 2  “JR東日本：駅構内図・バリアフリー情報（只見駅）”.   東日本旅客鉄道. 2025年6月11日閲覧。
2. 1 2 3 4  曽根悟（監修）（著）、朝日新聞出版分冊百科編集部（編集）（編）「磐越西線・只見線・磐越東線」『週刊 歴史でめぐる鉄道全路線 国鉄・JR』第6号、朝日新聞出版、2009年8月16日、23頁。
3. 1 2 3  「JR只見駅の切符販売時間が拡大 観光案内で地域の魅力発信 福島県只見町」『福島民報』2025年4月4日。オリジナルの2025年4月5日時点におけるアーカイブ。2025年4月5日閲覧。
4. 1 2 3 4  石野哲（編）『停車場変遷大事典 国鉄・JR編 Ⅱ』（初版）JTB、1998年10月1日、522頁。ISBN 978-4-533-02980-6。
5. ↑  越前勤『東日本大震災「復興」時刻表』講談社、2012年、174-175頁。ISBN 978-4-06-217570-8。
6. ↑  「新潟・福島豪雨：被害で不通のJR只見線・只見−大白川駅、来月から運転再開　／福島」『毎日新聞』2012年9月11日。2012年9月21日閲覧。[リンク切れ]
7. ↑  『只見線全線運転再開について』（PDF）（プレスリリース）福島県／東日本旅客鉄道仙台支社、2022年5月18日。2022年5月18日閲覧。
8. ↑  “JR東日本：駅構内図・バリアフリー情報（只見駅）”.   東日本旅客鉄道. 2025年3月8日時点のオリジナルよりアーカイブ。2025年6月11日閲覧。
9. ↑  只見駅でできること、まとめました - 只見町観光まちづくり協会、2018年10月19日閲覧
10. ↑  レンタサイクル始まりました！ - 只見町観光まちづくり協会、2018年10月19日閲覧
11. ↑  只見駅前賑わい創出事業 ≪事業計画≫ - 只見町、2023年9月3日閲覧。
12. ↑  只見駅前賑わいエリア「只見線広場」10月1日グランドオープン！｜只見町公式ホームページ｜福島県 - 2023年9月3日閲覧。
13. ↑  「昭和伝える漫画館「青虫」が閉館 記念碑を除幕 福島県只見町」『福島民報』2022年7月26日。オリジナルの2022年7月26日時点におけるアーカイブ。2022年7月28日閲覧。
14. 1 2  “只見駅からサイクリング&おさんぽMAP” (PDF). 2018年10月19日閲覧。
15. ↑  自然首都・只見号（只見駅⇔会津田島駅）
16. ↑  自然首都・只見号について

### 利用状況
1. 1 2  “各駅の乗車人員（2023年度）”.   東日本旅客鉄道. 2024年7月22日閲覧。
2. ↑  “各駅の乗車人員（2000年度）”.   東日本旅客鉄道. 2019年3月8日閲覧。
3. ↑  “各駅の乗車人員（2001年度）”.   東日本旅客鉄道. 2019年3月8日閲覧。
4. ↑  “各駅の乗車人員（2002年度）”.   東日本旅客鉄道. 2019年3月8日閲覧。
5. ↑  “各駅の乗車人員（2003年度）”.   東日本旅客鉄道. 2019年3月8日閲覧。
6. ↑  “各駅の乗車人員（2004年度）”.   東日本旅客鉄道. 2019年3月8日閲覧。
7. ↑  “各駅の乗車人員（2005年度）”.   東日本旅客鉄道. 2019年3月8日閲覧。
8. ↑  “各駅の乗車人員（2006年度）”.   東日本旅客鉄道. 2019年3月8日閲覧。
9. ↑  “各駅の乗車人員（2007年度）”.   東日本旅客鉄道. 2019年3月8日閲覧。
10. ↑  “各駅の乗車人員（2008年度）”.   東日本旅客鉄道. 2019年3月8日閲覧。
11. ↑  “各駅の乗車人員（2009年度）”.   東日本旅客鉄道. 2019年3月8日閲覧。
12. ↑  “各駅の乗車人員（2012年度）”.   東日本旅客鉄道. 2019年3月8日閲覧。
13. ↑  “各駅の乗車人員（2013年度）”.   東日本旅客鉄道. 2019年3月8日閲覧。
14. ↑  “各駅の乗車人員（2014年度）”.   東日本旅客鉄道. 2019年3月8日閲覧。
15. ↑  “各駅の乗車人員（2015年度）”.   東日本旅客鉄道. 2019年3月8日閲覧。
16. ↑  “各駅の乗車人員（2016年度）”.   東日本旅客鉄道. 2019年3月8日閲覧。
17. ↑  “各駅の乗車人員（2017年度）”.   東日本旅客鉄道. 2019年3月8日閲覧。
18. ↑  “各駅の乗車人員（2018年度）”.   東日本旅客鉄道. 2019年7月22日閲覧。
19. ↑  “各駅の乗車人員（2019年度）”.   東日本旅客鉄道. 2020年7月18日閲覧。
20. ↑  “各駅の乗車人員（2020年度）”.   東日本旅客鉄道. 2021年7月11日閲覧。
21. ↑  “各駅の乗車人員（2021年度）”.   東日本旅客鉄道. 2022年8月13日閲覧。
22. ↑  “各駅の乗車人員（2022年度）”.   東日本旅客鉄道. 2023年7月12日閲覧。